# Palo Alto County Courthouse
Das Palo Alto County Courthouse in Emmetsburg ist das Justiz- und Verwaltungsgebäude (Courthouse) des Palo Alto County im Norden des US-amerikanischen Bundesstaates Iowa.
Das heutige Gebäude ist das zweite Courthouse des 1851 gegründeten Palo Alto County. Das erste Courthouse wurde von 1958 bis 1866 in der heute nicht mehr existierenden Siedlung Paoli errichtet. Im Jahr 1875 wurde der County Seat nach Emmetsburg verlegt. 
Das heutige Courthouse ist ein 1880 nach einem Entwurf des Architekten B. J. Bartlett im viktorianischen Stil errichtetes dreistöckiges Gebäude. Nachdem die Fassade zunächst aus gelben Backsteinen bestanden hatte, wurden bei einem Umbau in den 1920er Jahren rote Klinker verwendet. In den 1960er Jahren wurde die Kuppel und die Bögen über den Fenstern entfernt. Umfangreiche Erweiterungen und Umbauten in späterer Zeit erlaubten eine Nutzung des Hauses bis in die heutige Zeit.